# Donald G. Brotzman

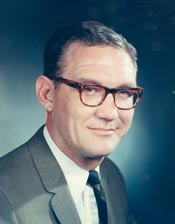
Donald G. Brotzman

Donald Glenn Brotzman (* 28. Juni 1922 bei Sterling, Colorado; † 15. September 2004 in Alexandria, Virginia) war ein US-amerikanischer Politiker. Zwischen 1963 und 1965 sowie nochmals von 1967 bis 1975 vertrat er den zweiten Wahlbezirk des Bundesstaates Colorado im US-Repräsentantenhaus.

## Leben
Donald Brotzman wurde auf einer Farm im Logan County geboren. Er besuchte die dortigen öffentlichen Schulen und danach bis 1949 die University of Colorado School of Business in Boulder. Gleichzeitig studierte er an der University of Colorado Jura. Nach seiner im Jahr 1949 erfolgten Zulassung als Rechtsanwalt begann er in Boulder in seinem neuen Beruf zu arbeiten. In den Jahren 1945 bis 1946 unterbrach er seine Ausbildung, um in der US-Armee zu dienen. Dort war er als Oberleutnant bei einer Infanterieeinheit im südpazifischen Raum eingesetzt.
Brotzman war Mitglied der Republikanischen Partei. Zwischen 1952 und 1954 war er Abgeordneter im Repräsentantenhaus von Colorado; zwischen 1954 und 1956 gehörte er dem Staatssenat an. In den Jahren 1954 und 1956 kandidierte er jeweils erfolglos für das Amt des Gouverneurs von Colorado. In den Jahren 1959 bis 1961 war Brotzman dann Bundesstaatsanwalt für den Bezirk Colorado.
1962 wurde Brotzman in das US-Repräsentantenhaus gewählt, wo er am 3. Januar 1963 die Nachfolge von Peter H. Dominick antrat. Da er 1964 nicht bestätigt wurde, konnte er bis zum 3. Januar 1965 zunächst nur eine Legislaturperiode im Kongress absolvieren. Sein Sitz fiel zwischenzeitlich an den Demokraten Roy H. McVicker. In den Wahlen des Jahres 1966 konnte Brotzman seinen alten Sitz im Kongress zurückgewinnen, den er nach drei Wiederwahlen zwischen dem 3. Januar 1967 und dem 3. Januar 1975 in vier Legislaturperioden behalten sollte. Im Jahr 1974 unterlag er dem Demokraten Tim Wirth.
Nach dem Ende seiner Zeit im Kongress arbeitete Donald Brotzman von 1975 bis 1977 als Abteilungsleiter für das Heeresministerium in Washington. Dort war er für Personalfragen und Reservistenangelegenheiten zuständig. Später war er Präsident der Vereinigung der Gummihersteller und der National Rubber Shippers Association. Außerdem war er Vorsitzender des Industry Safety Council in Washington.